# Gens Antònia
La gens Antònia (llatí: Antonia gens) va ser una família romana, amb branques patrícia i plebea. La branca patrícia dels Antoni portava el nom de Merenda; la branca plebea, en canvi, no tenia cognom, excepte Quint Antoni, pretor a Sardenya en temps de Sul·la, que apareix esmentat a medalles com a Balb. La llegenda tradicional els feia descendents d'Anton, fill d'Hèrcules.
Els personatges principals són de la branca plebea:
- Marc Antoni, Magister Equitum el 334 aC durant la primera guerra samnita[2]
- Luci Antoni, expulsat del senat pels censors l'any 307 aC[3]
- Quint Antoni oficial de la flota sota el comandament del pretor Luci Emili Regil en la guerra contra Antíoc III el Gran el 190 aC[4]
- Aule Antoni enviat pel cònsol Luci Emili Paulus Macedònic, amb dos més, a Perseu de Macedònia després de la derrota d'aquest el 168 aC[5]
- Marc Antoni, tribú del poble el 167 aC, contrari a la proposta de llei del pretor Marc Juvenci Talna per declarar la guerra a Rodes[6]
- Lluci Antoni, defensat per Cató el Vell, cap a la meitat del segle ii aC[7]
- Gai Antoni el vell, pare d'Antoni l'orador.
- Marc Antoni l'Orador, avi del triumvir
- Marc Antoni Crètic, pare del triumvir
- Gai Antoni Híbrida, fill d'Antoni l'orador
- Antònia, filla d'Antoni l'Orador, capturada pels pirates que el seu pare va derrotar obtenint la seva llibertat per mitjà del pagament d'una forta quantitat.
- Marc Antoni el triumvir
- Gai Antoni el Jove, germà del triumvir
- Luci Antoni, germà del triumvir
- Antònia, filla major de Gai Antoni el Jove, casada amb Canini Gal
- Antònia, filla menor de Gai Antoni el Jove, casada amb son cosí Marc Antoni, que la va repudiar (47 aC) acusant-la d'un afer amb Dolabel·la
- Antònia la Jove, filla de Marc Antoni i la seva segona dona Antònia, promesa a un fill de Lèpid, Marc Emili Lèpid (44 aC), però es va casar amb Pitodor de Tral·les, un home molt ric amic de Pompeu Magne.
- Marc Antoni Antil, fill del triumvir
- Jul·lus Antoni, fill del triumvir
- Antònia Major, filla del triumvir i Octàvia
- Antònia Menor, filla del triumvir i Octàvia
- Alexandre Heli, fill del triumvir
- Cleòpatra Selene, filla del triumvir
- Ptolemeu Filadelf, fill del triumvir
- Luci Antoni el Jove, fill de Jul·lus Antoni i de Marcel·la i net del triumvir. A la mort de l'avi va ser enviat en exili a Massília, on va morir l'any 25.